# ニュースしずおか645
『ニュースしずおか645』は、NHK静岡放送局で放送されている『NHKニュース』の静岡県内向けローカルニュース番組である。

## 放送時間
- 土曜日・日曜日・祝日 18:45 - 18:59 （JST）
  - 18:53 - 18:55は、東京・渋谷の放送センターから「全国の気象情報」をネットする。
  - 年末年始は18:50 - 19:00に「静岡県のニュース・気象情報」（番組表では「ニュース（静岡）」「気象情報」）のタイトルで放送。（18:55 - 18:57は東京から「全国の気象情報」をネット）
    - 2024年7月29日 - 8月2日・5日 - 9日は、オリンピック期間（2024年パリオリンピック）に伴い「NHKニュース たっぷり静岡」が休止となったため本番組を放送した。また、同年8月13日 - 16日はお盆期間による特別編成で「NHKニュース たっぷり静岡」が休止となったため本番組を放送した（いずれも平日だったため「全国の気象情報」は放送なし）。

## キャスター
- 主にNHK静岡放送局のアナウンサーまたは契約キャスターが原則として交替で担当している。